# Rafa Vecina
Rafael Vecina Aceijas, jugador de baloncesto español, nacido el 26 de abril de 1964 en Badalona, Barcelona. Jugó en la posición de pívot, destacó por sus gran técnica y sus grandes conocimientos del juego, sin embargo sus continuas lesiones crónicas le impidieron que su carrera alcanzara cotas más altas. Jugó sus mejores temporadas en el Caja de Ronda de Málaga.

## Trayectoria
Comenzó destacando muy joven, sus inicios fueron en el equipo del Sant Josep de su ciudad natal, para luego pasar al Fútbol Club Barcelona antes de fichar por el Joventut Ron Negrita, donde coincidió con Jordi Villacampa. Juntos destacan en las categorías inferiores del equipo badalonés y acuden a la selección juvenil que se proclama subcampeona del mundo y donde Vecina tiene una actuación destacada. 
Ante la dificultad de despuntar en un equipo tan importante como el Joventut, abandona el club para pasar al Caja de Ronda de Málaga, en aquellos momentos acaba de descender a la primera B, en aquel entonces la categoría de plata en el baloncesto español. Al año siguiente el Caja Ronda regresa brillantemente a la ACB. A finales de los ochenta el Caja Ronda Málaga se va a incorporar entre los primeros equipos de la ACB. 
Rafa Vecina junto con el base Fede Ramiro y los norteamericanos Ricky Brown y Joe Arlauckas, dirigidos por el entrenador Mario Pesquera constituyen la columna vertebral de un equipo que se va a convertir en habitual de los play-offs.
En la temporada 1991-1992, Caja de Ronda se une con Mayoral Marista el otro equipo malagueño de la ACB, coincide además con la fusión de varias cajas de ahorro andaluzas y la formación de Unicaja que será desde entonces la denominación del club.
Sin embargo, en los primeros momentos el club tiene algunos problemas y finalmente se renueva parte de la plantilla, entre los que abandonan el club, Rafa Vecina marcha al Estudiantes a jugar durante dos temporadas y a aportar su experiencia en el equipo colegial siempre lleno de juventud en muchos de sus componentes.
Tras dos años en el Estudiantes pasa al recién ascendido Club Baloncesto Salamanca, donde coincide con su antiguo compañero de Málaga, Fede Ramiro. En el baloncesto Salamanca juega dos temporadas, con pretensiones más modestas que las de Málaga consigue ayudar a que el equipo salamantino permanezca varios años en la ACB. Tras lo cual regresa a Estudiantes a jugar sus dos últimas temporadas en activo.
Tras dejar su faceta de jugador compartió proyecto en la Selección española de baloncesto y en Joventut de Badalona.
Desde el 1998 estuvo de comentarista en partidos de TVE, C33, en radios, etc.